# Oldřich Vlček (hudebník)
Oldřich Vlček (21. září 1950, Strakonice – 20. prosince 2024, Nerestce) byl český houslista, dirigent a propagátor klasické hudby.
Hru na housle Oldřich Vlček studoval nejprve u Bohumila Kotmela, na HAMU v Praze byli jeho profesory houslistka Nora Grumlíková a dirigent Václav Neumann. Následně se zúčastnil kurzů v toskánské Sieně. V roce 1976 založil orchestr Virtuosi di Praga, kde působil jako dirigent, umělecký vedoucí a sólista. Od roku 1980 byl dirigentem a koncertním mistrem Pražského komorního orchestru. Dalším jeho počinem bylo vedení Virtuosi Quartett a Virtuosi Sextet a účast na založení komorního souboru Amadé Orchestra Prague. Od roku 2012 do roku 2019 byl dirigentem Píseckého komorního orchestru (PIKO).
Oldřich Vlček dirigoval také zahraniční orchestry a soubory – Slovenskou filharmonii, kanadskou Toronto Philharmonii, italskou Florence Sinfonietta a Milano Classica, korejskou Seoul Symphony Orchestra a další. Podílel se na více než dvou stovkách vinylových i CD nahrávek jak pro Supraphon a Panton, tak pro vydavatelství Claves International, Discover a Orfeo.
Jeho další aktivity zahrnovaly vznik festivalu Mozart-Concert-Prague a v roce 1995 Mezinárodního hudebního festivalu Pontes – Mosty porozumění. Agentura s vydavatelstvím Lupulus, kterou založil a spravoval, se věnovala vydávání nahrávek, organizaci koncertů a festivalů a zastupování umělců. Coby milovník W. A. Mozarta se podílel na knize Druhý život Mozartův. Jako sólista spolupracoval například s Josefem Sukem ml. při nahrávání dvojkoncertů Antonia Vivaldiho, s Igorem Oistrachem, Plácidem Domingem a dalšími.
Oldřich Vlček zemřel v noci 20. prosince 2024 v Dolních Nerestcích, kde žil se svou rodinou na mlýně, na kterém pořádal i letní koncerty, krátce po svém návratu z koncertu ve Strakonicích, kde dirigoval Českou mši vánoční Jakuba Jana Ryby.